# Superátomos
Os superátomos constituem-se de um aglomerado/agregado de átomos que exibem propriedades de átomos elementares, como comportamento eletrônico e a química de valência. Dependendo de seu tamanho, carga e simetria, estas partículas podem se comportar, por exemplo, como um gás inerte ou como halogênios. Apesar de se comportarem como átomos de outro elemento, os superátomos ainda mantém o mesmo número de prótons e elétrons dos elementos que o formaram, não constituindo, portanto, uma transmutação. Se estendermos a definição de um elemento químico para incluir espécies poliatômicas que imitam as propriedades de alguns átomos individuais podemos propor a ampliação da tabela periódica a uma terceira dimensão.
A ideia básica dos superátomos se baseia na premissa de que a natureza do espectro eletrônico de valência e a química de valência associada aos aglomerados possam ser análogas às dos átomos elementares. Uma vez que o limite em relação ao tamanho e composição de aglomerados é desconhecido, as possibilidades para descoberta de materiais adicionais são ilimitadas. Devido ao fato de que as propriedades dos aglomerados podem ser controladas pelo seu tamanho e composição, os superátomos oferecem capacidade sem precedentes de servir como blocos de construção para o desenvolvimento de materiais com características sob medida.

## Histórico
Em tempos antigos, os alquimistas tentavam a transmutação dos metais inferiores ao ouro. Com o surgimento do conceito de superátomos, pesquisadores acreditam que seja possível ajustar as propriedades de um material, permitindo-o imitar o comportamento químico de outro de modo fácil e controlado, similar ao pensamento dos alquimistas.
Possivelmente, a causa da descoberta desses superátomos foi a pesquisa da “gaiola de boro”, que teve início em 1950 por Fred Hawthorne, e também pesquisas relacionadas às propriedades de aglomerados de sódio. Porém, estes eram extremamente difíceis de manipular, o que levou ao quase esquecimento do tema durante algumas décadas. Em 1959, Richard Feynman, trouxe a tona a possibilidade de materiais em dimensões nanométricas teriam propriedades muito diferentes devido ao efeito de confinamento quântico. Com a descoberta dos fulerenos (forma alotrópica do carbono, a terceira mais estável após o diamante e o grafite) por Harold Walter Kroto e Richard Errett Smalley em 1985, houve um aumento no interesse da comunidade científica sobre o assunto. Tal interesse gerou um volume de dados que foi responsável pelas descobertas mais atuais e base para teoria moderna de superátomos.
Trabalhando conjuntamente, os cientistas Shiv N. Khanna e Welford Castleman Jr., descobriram e publicaram, em 1995, um dos primeiros artigos descrevendo aglomerados atômicos estáveis no qual o comportamento assemelhava-se a superátomos. Em abril de 2004, eles publicaram na conceituada revista Science o primeiro artigo abordando os superhalogênios, definidos como superátomos que possuem comportamento similar aos átomos de halogênio, formados por 13 átomos de alumínio.
Outro fator que viabilizou mais ainda a pesquisa de superátomos foi o trabalho do Dr. Ir. Andreas Schmidt-Ott e de seu ex-aluno Dr. Christian Peineke, ambos da Faculdade de Física Aplicada, que descobriram uma maneira de produzir superátomos de prata (aglomerados contendo 9, 13, e 55 átomos de prata) a partir de um pequeno fio torcido, como um filamento de lâmpada incandescente, aquecido a 900°C. Os trabalhos relacionados a estes chamados superátomos ainda são muito recentes, porém já se tornaram um ramo de pesquisa de grande importância devido à possibilidade da descoberta de novos compostos com diferentes propriedades, o que desperta o interesse de muitos pesquisadores.
O grande avanço na síntese, caracterização e compreensão fundamental de materiais com dimensões atômicas ocorreu devido a inovações tanto em métodos experimentais quanto teóricos. O desenvolvimento de métodos teóricos suportados por computadores com alto desempenho não só tornou possível a análise de dados experimentais complexos, mas também permitiu a previsão de propriedades que podem ser verificadas experimentalmente. A exatidão das informações fornecidas é tanta que os métodos teóricos atuais podem ser usados para desenvolver materiais com propriedades sob medida, de acordo com o objetivo desejado.

## Propriedades dos Superátomos
Os superátomos possuem o espectro de valência eletrônica e valência química análogos ao do átomo que os originaram. Com isso, os superátomos exibem mesma química de um átomo único, esse conceito sugere que os elétrons livres do agregado ocupam um novo grupo de orbitais que são definidos pelo agregado inteiro se comportando como uma unidade. Esta analogia pode ser vista através do nível eletrônico em um gás confinado de elétron quase-livre. Os níveis eletrônicos de um aglomerados são muito mais complexos do que aqueles encontrados em átomos, e são determinados não apenas pelo tamanho e composição do aglomerado, mas também por sua simetria. Uma outra característica consequente é que para ser considerado um superátomo o agregado não deve perder sua identidade ao formar compostos químicos.[2]
O tamanho dos aglomerados pode variar de alguns poucos átomos até milhares de átomos. Alterando a matéria-prima, tanto aglomerados homoatômicos quanto heteroatômicos podem ser produzidos. Uma vez que as propriedades destes aglomerados dependem fortemente de seu tamanho e composição, é possível projetar um número ilimitado de grupos que imitam o comportamento químico dos elementos da tabela periódica. Materiais com propriedades sob medida podem ser sintetizados pela junção destes aglomerados.
O estudo de superátomos tem até agora se preocupado com as espécies que apresentam configurações eletrônicas estáveis. Em tais configurações, todos os elétrons estão emparelhados e as espécies resultantes são, portanto, não-magnéticas. Para produzir materiais com propriedades magnéticas interessantes, as estruturas devem ser projetadas com um número máximo de elétrons desemparelhados. O conceito de superátomos também pode ser estendido para aglomerados metálicos, como o Aun ligado a tiolato ou a outros ligantes(complexos de superátomos). Neste caso, os ligantes que cercam o núcleo metálico retiram elétrons do metal, o que leva a formação de espécies estáveis quando os  orbitais eletrônicos são totalmente preenchidos, como em aglomerado livres estáveis.
Superátomos de alumínio foram os primeiros a serem estudados, devido à grande abundância deste elemento e às inúmeras possíveis aplicações para seus aglomerados, como, por exemplo, em catalisadores para combustíveis ou como cristais supercondutores.
Porém, ao longo dos últimos anos, vários grupos, incluindo Al13, BAl12, Al14, Al7- e  (As73-) foram descobertos para imitar os comportamentos de halogênios, metais alcalinos terrosos e espécies multivalentes e polivalentes de átomos e, portanto, pertencem à “família” dos superátomos. É importante destacar que, enquanto aglomerados isolados são estáveis, os aglomerados de aglomerado nem sempre constituem formas estáveis de matéria. 
Aglomerados metálicos de pequeno porte tem atraido muita atenção devido aos seus aspectos físicos e químicos fundamentais e suas diversas aplicações potenciais. Esses aglomerados exibem comportamentos incomuns decorrentes da dimensão do confinamento quântico e efeitos de fronteira, que são significativamente diferentes de átomos individuais isolados.  Portanto, é importante investigar as propriedades dos aglomerados antes de explorar suas aplicações.
Estudar aglomerados individuais com tamanhos selecionados fornece a oportunidade de investigar os fatores que regem os comportamentos físico e químico, e explorar os mecanismos fundamentais que governam a reatividade química. Em particular, com estudos bem elaborados, os aglomerados tanto podem servir como modelos de tratamento para desvendar mecanismos de reações catalíticas desconhecidas quanto fornecer informações de valor na concepção de nanocatalisadores com reatividade e/ou seletividade específica.
O avanço das pesquisas e os resultados apresentados até agora têm motivado muitas ideias para aplicação de aglomerados em diversos ramos tecnológicos, desde a indústria de alimentos até avançados tratamentos medicinais.
Existem diversos estudos sobre aglomerados atômicos e o comportamento de vários elementos vem sendo investigado, como Na, C (fulerenos), B (jaulas de boro), nanopartículas de Al.
Assim como os elementos químicos, os aglomerados têm identidade e características próprias e diferentes das dos átomos que os originam. Pesquisas recentes demonstraram que alguns desses aglomerados apresentam propriedades remanescentes de outros átomos da tabela periódica e são capazes de substituí-los em compostos conhecidos. Esta descoberta proporcionou a sugestão de uma tabela periódica 3D, onde os aglomerados ocupariam uma terceira dimensão, de acordo com as características que são similares a dos elementos da tabela periódica.
Além disso, existem aglomerados capazes de combinar-se com outros elementos, formando novos compostos com propriedades particulares e mantendo ainda sua identidade, assim como os átomos da tabela periódica. A esses aglomerados dá-se o nome de superátomos.
A estrutura eletrônica dos superátomos é bem peculiar. Os átomos estão ligados por forças eletrostáticas e a distância entre eles é resultado das forças de atração e repulsão e do arranjo tridimensional do aglomerado. Os núcleos e os elétrons mais internos dos átomos que formam o aglomerado descrevem uma esfera positivamente carregada com potencial uniformemente distribuído e os elétrons da camada de valência desses átomos formam uma nuvem de elétrons distribuídos em camadas eletrônicas em torno do pseudo-núcleo. Isso resulta em uma estrutura eletrônica similar a dos átomos. Esse modelo é chamado Jellium.
Dessa forma, a busca por aglomerados com novas propriedades é o campo de amplo interesse na área química. A pesquisa de novos modelos de aglomerados pode levar a descoberta de novos compostos com características ainda desconhecidas. Este trabalho irá abordar as propriedades físicas e químicas dos aglomerados de superátomos, bem como os recentes avanços e perspectivas nesta importante área de pesquisa.
Uma análise detalhada da estrutura eletrônica do Al13- que é quimicamente inerte, possui uma grande separação HOMO-LUMO, a qual é mantida nos aglomerados Al13In-. Assim, mantem-se a estabilidade química já iniciada com o Al13-. A figura abaixo (Figura 7) mostra a as estruturas geométricas dos aglomerados de Al13 e Al 13-.
Além dos aglomerados de Al13, os aglomerados de vanádio também apresentam propriedades intrigantes e que foram estudadas por Reveles, J. U., et al. Analisando a formação de aglomerado livres compostos por um átomo de vanádio rodeado por átomos alcalinos e aglomerados de MnAu24(SH)18. Particularmente, o aglomerado de VCs8 é mostrado por ter o subnível d parcialmente completo, importante destacar que subníveis com letra minúscula referem-se aos átomos isolados (i.e. V, Al, etc) e subníveis com letra maiúscula referem-se aos subníveis do aglomerado formado, e um subnível eletrônico SP deslocalizado completo. O análogo atômico mais próximo é o manganês que possui uma configuração d5s2, com o subnível d com cinco elétrons desemparelhados e o subnível s completo com dois elétrons. Essa analogia se estende a dímeros e trímeros, em que os análogos de mudança no acoplamento magnético em Mnn são encontrados em agregados de superátomos. O vanádio é não-magnético na fase sólida, mas átomos de vanádio podem ter um momento magnético máximo de 3µB (Bohr magneton) por átomo (com três elétrons ocupando o subnível d). Pequenos aglomerados de vanádio são não-magnéticos. A anomalia é observada em aglomerados de vanádio com sódio, potássio e césio, onde observa-se um aumento significativo no momento magnético de 6,6-7,0µB para átomos de potássio e sódio e de 4µB para o césio. A figura abaixo (Figura 8) representa a geometria dos aglomerados formados por adição de átomos de sódio e de césio.
Os gráficos apresentados na figura 9, abaixo representam a tendência energética e magnética dos aglomerados de vanádio com sódio e com césio.
E a figura abaixo (Figura 10) mostra as estruturas geométricas de menor energia para V2Na16 e para o dímero de (VCs8)2, e a densidade eletrônica total e de rede de spin do aglomerado de VCs8.
Estudos realizados por Castleman Jr., 2011   demonstraram que a técnica de mapeamento da velocidade por imagem permite quantificar eletronicamente o estado excitado do elemento do aglomerados, inclusive sua anisotropia. Melko et al., 2010, demonstraram que aglomerados contendo composições atômicas diferentes, mas com o mesmo arranjo estrutural apresentam propriedades eletrônicas idênticas como: afinidade eletrônica, mesmo número de elétrons de valência e separação dos níveis energéticos. A descoberta das propriedades eletrônicas semelhantes também sugere comportamento químico semelhante o que implica que os aglomerados podem ser considerados como “superátomos” com propriedades previsíveis. As propriedades eletrônicas dos sólidos atômicos são governadas pelas bandas formadas através da sobreposição dos orbitais atômicos enquanto que nos aglomerados sólidos a energia das bandas dependerá dos estados eletrônicos nos aglomerados individuais. Além disso, o comprimento e a natureza das ligações também são pontos para a diferenciação entre os sólidos e os aglomerados; nos sólidos só há ligações de um tipo e comprimento, já nos aglomerados há diferentes escalas e direções de ligações intra e inter aglomerados.
As propriedades ópticas dos aglomerados também foram estudadas. Quando ligantes quirais são usados na síntese dos aglomerados, é observada intensa atividade óptica, muito maior do que só nos ligantes. Estudos de dicroísmo circular realizados por Noguez et al., 2011, permitiram a aquisição de informações estruturais precisas para essas “moléculas”. Esses resultados mostram que há uma complexa interação entre a estrutura dos ligantes e o centro metálico (o ouro, p.ex.) e os estados eletrônicos do aglomerado.
O spin também controla a reatividade dos aglomerados com outras espécies, por exemplo, a reatividade dos aglomerados de alumínio com o oxigênio pôde ser alterada com a mudança dos seus estados de spin. Sabe-se que pequenos aglomerados de ânions de alumínio contendo mais de 12 átomos de Al são muito reativos ao oxigênio, no entanto, quando nestes aglomerados são adicionados átomos de H, um novo modelo de reatividade emerge. Os estudos teóricos demonstraram que essa redução de reatividade está relacionada à conservação do spin; as moléculas de oxigênio têm um estado de multiplicidade tripleto e a reatividade com os aglomerados mesmo tendo o mesmo numero de elétrons de valência, é necessária uma excitação de spin do metal. Em contrapartida, nos casos onde a energia de excitação do spin do metal é baixa, o O2 se liga fortemente, pois a ligação O-O se rompe e os aglomerados tornam-se reativos. Quando a energia de excitação do spin é alta, a reatividade é reduzida. Estes dados são muito importantes pois, aglomerados que são não-reativos podem tornar-se reativos pela mudança de configuração de spin do aglomerado (via adição de um átomo de H, p. ex.) ou excitando o oxigênio para um estado de spin singleto.Para evitar a tendência de se aderirem, os aglomerados são inseridos dentre de cavidades chamadas de zeólitas ou depositam-nas em superfícies.
Sabe-se que o Mn exibe uma complexa ordem magnética numa unidade celular de 58 átomos. Já a molécula Mn2, possui momentos de spin atômico antiferromagneticamente acoplados enquanto que os aglomerados de Mn3 e Mn4 possuem momentos ferromagneticamente acoplados. Os momentos magnéticos de pequenos aglomerados de Nin também mudam conforme o seu tamanho, e o Ni5 possui um grande momento de spin variando de 0,85-1,81 µB. De fato, o aglomerados de Ni5 exibe um momento de 1,81 µB, quase três vezes mais que o valor da massa e o momento diminui cerca de 25% do Ni5 para o Ni6. De modo semelhante, quando o Rh é não-magnético, pequenos aglomerados de Rhn exibe finitos momentos de spin que variam fortemente com o tamanho.
A estabilidade dos superátomos pode ser entendida por uma variedade de modelos, tais como o modelo de Jellium, a aromaticidade e as regras de Wade-Mingos.

### Modelo de Jellium
O modelo de Jellium pode ser entendido como um espaço aonde as cargas positivas (núcleos atômicos) e as cargas negativas (elétrons) estão distribuídos de forma uniforme agindo assim como uma unidade. A natureza desse conceito não leva em consideração a simetria dos agregados tratando-os como esfericamente simétricos. Assim, é possível calcular, desprezando interações spin-orbita, a distribuição eletrônica de agregados o que, juntamente com a regra de fechamento de camada, explica a estabilidade e as propriedades químicas de boa parte dos superátomos.

### Aromaticidade
Alguns superátomos podem ser estabilizados por efeitos aromáticos. Esse efeito descreve um sistema conjugado onde os elétrons são deslocalizados, é geralmente utilizado em química orgânica mas pode ser expandido para sistemas inorgânicos como foi observado para agregados bimetálicos piramidais.[9]

### Regras de Wade-Mingos
As regras de Wade-Mingos foram criadas originalmente para prever as estruturas de compostos de boro mas pode ser utilizada para aglomerados metálicos. Essa regra é útil para prever a estrutura de superátomos utilizando uma contagem dos elétrons e dos vértices. 

## Alguns Exemplos de Superátomos

### Agregados de Alumínio
Os agregados de alumínio são, provavelmente, os tipos de superátomos mais estudados. O agregado de Al13, por exemplo, possui 39 elétrons de valência e ao analisa-lo pelo modelo Jellium têm-se que agregados de 40 elétrons teriam alta estabilidade e grande espaçamento HOMO-LUMO. Sendo assim, a Al13 possui grande afinidade eletrônica e tende a estabilizar uma carga negativa facilmente, Al13-, assim percebe-se a semelhança com o grupo dos halogênios, sendo chamado de superhalogênio. Nesse sentido, foi demostrado em fase gasosa que os superátomos de Al13 conseguiam facilmente reagir com Iodo formando espécies semelhantes a íons polihalogênios, como Al13I- e Al13I2-. Outra consequência química seria que esse superhalogênio reagiria com metais alcalinos formando um sal análogo ao KCl, o KAl13, isso foi comprovado por estudos com espectroscopia de fotoelétrons e espectrometria de massas.[10][11]
Os átomos de Al também podem formar agregados de 14 núcleos, Al14, esse agregados possuem 42 elétrons de valência o que significa, pelo modelo de Jellium, que o agregados tende a assumir carga +2, um comportamentos mais parecido com os metais alcalinos terrosos. Também ocorrem agregados de Al7 que podem assumir múltiplos estados de oxidação, como +2 e +4.
A reatividade dos aglomerados com outras espécies, por exemplo, a reatividade dos aglomerados de alumínio com o oxigênio pôde ser alterada com a mudança dos seus estados de spin.[12][13] Sabe-se que pequenos aglomerados de ânions de alumínio contendo mais de 12 átomos de Al são muito reativos ao oxigênio, no entanto, quando adicionados átomos de H, um novo modelo de reatividade emerge. Os estudos teóricos demonstraram que essa redução de reatividade está relacionada à conservação do spin; as moléculas de oxigênio têm um estado de multiplicidade tripleto e a reatividade com os aglomerados mesmo tendo o mesmo numero de elétrons de valência, é necessária uma excitação de spin do metal. Em contrapartida, nos casos onde a energia de excitação do spin do metal é baixa, o O2 se liga fortemente, pois a ligação se rompe e os aglomerados tornam-se reativos. Quando a energia de excitação do spin é alta, a reatividade é reduzida. Estes dados são muito importantes pois, aglomerados que são não-reativos podem tornar-se reativos pela mudança de configuração de spin do aglomerado (via adição de um átomo de H, p. ex.) ou excitando o oxigênio para um estado de spin singleto.[8]Para evitar a tendência de se aderirem, os aglomerados são inseridos dentre de cavidades chamadas de zeólitas ou depositam-nas em superfícies.[14]

### Agregados de Ouro
Os superátomos de ouro são geralmente estabilizados por ligantes de complexação. O agregado mais comum a ser estabilizado é o Au13, ele possui 4 isômeros: planar, flake, cubooctaédrico e icosaédrico. A estabilidade de cada isômero é dependente de seu agente de complexação. Os isômeros icosaédrico e cubooctaédrico apresentam efeito Jahn-Teller. Para o agregado livre a forma planar apresenta maior estabilidade.[15] No entanto, não se pode precisar se ao interagir com superfícies esse agregados conseguem manter a simetria e o efeito de superátomo. Por exemplo, a formação de um sólido a partir de um agregado de Au13 tende a deformação estrutural e volta as propriedades atômicas.[5]
Quando ligantes quirais são usados na síntese dos aglomerados, é observada intensa atividade óptica, muito maior do que só nos ligantes.[16] Estudos de dicroísmo circular realizados por 2011 permitiram a aquisição de informações estruturais precisas.[17] Esses resultados mostram que há uma complexa interação entre a estrutura dos ligantes e o centro metálico e os estados eletrônicos do aglomerado.

### Agregados de Vanádio
Os aglomerados de vanádio também apresentam propriedades intrigantes, analisando a formação de aglomerado livres compostos por um átomo de vanádio rodeado por átomos alcalinos e aglomerados de MnAu24(SH)18. Particularmente, o aglomerado de VCs8 é mostrado por ter o subnível d parcialmente completo e um subnível eletrônico SP deslocalizado completo. O análogo atômico mais próximo é o manganês que possui uma configuração d5s2, com o subnível d com cinco elétrons desemparelhados e o subnível s completo com dois elétrons. O vanádio é não-magnético na fase sólida, mas átomos de vanádio podem ter um momento magnético máximo de 3µB (Bohr magneton) por átomo (com três elétrons ocupando o subnível d). Pequenos aglomerados de vanádio são não-magnéticos. A anomalia é observada em aglomerados de vanádio com sódio, potássio e césio, onde observa-se um aumento significativo no momento magnético de 6,6-7,0µB para átomos de potássio e sódio e de 4µB para o césio.[3]
Outros exemplos de superátomos podem ser citados:
- Li(HF)3Li

- VSi16F

- Pl13

- VCs8

- Al4H7-

## Recentes avanços e perspectivas
Como já foi mencionado anteriormente, os superátomos são aglomerados atômicos que apresentam a química semelhante de átomos da Tabela Periódica, ou ainda, alguns apresentam propriedade físicas diferentes de todos os átomos já descritos. Nesse contexto, os superátomos poderiam servir como blocos de construção para uma classe de sólidos com propriedades estruturais, eletrônicas, ópticas, magnéticas e termodinâmicas únicas. Obviamente, os superátomos precisam ser estáveis para que esses aglomerados de átomos possam ser usados como blocos de construção para novos materiais.
As ideias a que se propõe de aproveitar os efeitos quânticos que emergem em sistemas de dimensões limitadas para reduzir a química de nanopartículas para aquelas tipicamente característica de átomos. Isto permite que se use a metodologia química de átomos como novos caminhos para materiais nano-estruturados com inovadoras propriedades eletrônicas, ópticas, magnéticas e mecânicas. As propriedades incomuns exibidas pelos superátomos como base levanta a possibilidade de manipular o comportamento químico de materiais ou estender suas aplicações de produtos químicos em termos de reatividade. A formação de moléculas contendo superátomos através de reações químicas selecionadas abre muitas possibilidades para a síntese de novos materiais nano-estruturados, e a adaptação de materiais com centros de reação única. Como um exemplo, o superátomo Al13, que se comporta como halogênio podendo fazer a sua substituição em química orgânica.
Visto a versatilidade de síntese e propriedades dos superátomos pode-se esperar como perspectivas, avanços tecnológicos e aplicações em diversas áreas, como medicina, produção de alimentos, fotografia, informática, farmácia e entre outros. Assim, as aplicações possíveis parecem variar com a imaginação do indivíduo ou grupo de indivíduos que os estuda.
Dentre todas as perspectivas relativas a possíveis empregos e ou estudos das superátomos, a que mais se destaca é o trabalho com os superátomos superfrios, chamados condensado de Bose-Einstein. Eric Cornell e Carl Wieman ganharam o Prêmio Nobel de Física de 2001 por seu trabalho nesse campo, e outras equipes também relataram avanços nessa área. Este parece ser o campo mais observado pelos teóricos da área.
Exceto pelas descobertas ocasionais de novos elementos metaestáveis de curta vida associados a ilha de estabilidade, a tabela periódica disponível no século XX parecia estar completa. Entretanto, o desenvolvimento das pesquisas em torno dos superátomos tem expandido a tradicional tabela periódica a uma terceira dimensão.
Estudos mais recentes revelaram superátomos de comportamento multivalente, análogo ao comportamento mostrado por vários elementos da tabela periódica, por exemplo, Al7-/+(x) mimetiza os elementos do grupo 13. Pesquisas realizadas a partir de 2007 tem revelado ainda mais o fato de que o conceito de superátomo pode se estender para além das aplicações para sistemas contendo alumínio, como tem sido evidenciado, por exemplo, com estudos de outros superátomos, incluindo As73- e As113-, que suporta algo análogo ao fósforo (valência 5, 3, -3), e  K3O, análogo ao um metal alcalino.
Recentemente descobriu-se que aglomerados de magnésio tem atividade magnética, semelhante a um ímã de ferro, sendo que com uma intensidade ainda maior.
É essa característica de um superátomo apresentar comportamento semelhante à de outro átomo que permite o pensamento de um novo eixo na tabela periódica.

## Considerações Finais
O grande avanço na síntese, caracterização e compreensão fundamental de materiais com dimensões atômicas ocorreu por causa de inovações em métodos experimentais e teóricos. O desenvolvimento de métodos teóricos ajudados por computadores com alto processamento de dados não só tornou possível a análise de dados experimentais complexos, mas também permitiu prever propriedades que podem ser verificadas experimentalmente. A precisão das informações fornecidas é tal que os métodos teóricos podem ser usados para desenvolver materiais com propriedades sob medida. Estudar os superátomos com tamanhos selecionados fornece a oportunidade de investigar os fatores que regem o comportamento físico e químico e explorar os mecanismos que governam a reatividade química. A pesquisa de novos modelos de aglomerados pode levar à agradável descoberta de novos compostos com características magnéticas, eletrônicas ou óticas ainda não vistas em nenhum outro composto ou elemento conhecido. O tamanho/volume desses aglomerados/agregados atômicos e sua disposição dependem da geometria na qual os átomos estão arranjados e, dessa forma, acredita-se na possibilidade de se desenvolver superátomos que mimetizem todos os átomos da tabela periódica pela modelagem do design e do tamanho destes.